# I bitwa pod Połockiem
I bitwa pod Połockiem – bitwa, która odbyła się pomiędzy 17 a 18 sierpnia 1812 w okolicach miasta Połock. Piotr Wittgenstein, dowódca sił rosyjskich, zaatakował wojska francuskie dowodzone przez Nicolasa Charlesa Oudinota w celu powstrzymania Francuzów nacierających w kierunku Sankt Petersburga. Bitwa zakończyła się strategicznym zwycięstwem Francji.

## Bitwa
Po bitwie pod Jakubowem siły generała Oudinota wycofały się do miasta Połock, gdzie Francuzi mieli uzupełnić zapasy. 17 sierpnia 1812 1 korpus piechoty dowodzony przez Piotra Wittgensteina zaatakował wojska francuskie w okolicach wioski Spas. Atak ten zmusił częściowo wojska francuskie do wycofania się. Po wycofaniu się Oudinot przeprowadził przegrupowanie swoich wojsk, które zostały uzupełnione oddziałami pomocniczymi. Po uporządkowaniu własnych szyków Francuzi zorganizowali kontratak na centralną pozycję wojsk rosyjskich. Do nocy obie armie utrzymały dotychczasowe pozycje. Ranny w rękę Oudinot przekazał dowództwo generałowi Laurentowi de Gouvion Saint-Cyr.
Rankiem następnego dnia Saint-Cyr przeprowadził ofensywę na wojska rosyjskie. Atakując flanki rosyjskie całkowicie zaskoczył skoncentrowanych w centrum żołnierzy Wittgensteina, doprowadzając do zabicia wielu rosyjskich żołnierzy oraz zdobycia siedmiu dział. Mimo kontrataku kawalerii Wittgensteina, co spowodowało częściowe zahamowanie francuskiej ofensywy, dowódca rosyjski był zmuszony wycofać się do miasta Dryssa. Francuzi odnieśli strategiczny sukces, jednakże w trakcie następnych dwóch miesięcy żadna ze stron nie odniosła przełomowego zwycięstwa.
Bitwa została upamiętniona wpisem na wschodnim filarze Łuku Triumfalnego w Paryżu.